# Demerova
Demerova – wieś na Łotwie, w krainie Łatgalia, w novadsie Balvi. Według danych na rok 2007, miejscowość zamieszkiwały 22 osoby.